# Иван Ловреновић
Иван Ловреновић (Загреб, 1943) босанскохерцеговачки је писац и новинар.

## Биографија
Основну школу и нижу реалну гимназију је завршио у Мркоњић Граду, а гимназију и Филозофски факултет у Загребу (одсек јужнословенска књижевност, језик и етнологија).
До 1976. је предавао књижевност у гимназији у Мркоњић Граду, затим је радио у Сарајеву као уредник у ревији за културу и друштвена питања „Одјек“ и као главни уредник у издавачким кућама „Веселин Маслеша“ и „Свјетлост“.
Током 1992. године је живео у Сарајеву, а у периоду од 1993. до 1996. у избеглиштву у Загребу и Берлину. Након Дејтонског мировног споразума се вратио у Сарајево. Ради као независни публициста и као дописник сарајевског магазина „Дани“. Радио је и као сарадник сплитског листа „Фералд Трибун“.

## Публицистички рад
Књижевну прозу, есеје, новинске чланке и коментаре објављује од 1970. године. Сарађивао је са свим познатим листовима и часописима у Босни и Херцеговини и Југославији. Његова проза, чланци и есеји су превођени на немачки, енглески, арапски, руски, француски, шпански, пољски, чешки, холандски, словеначки, македонски и друге језике. Ловреновићеви есеји и чланци о аспектима рата у Босни су од 1992. до 1996. објављивани у листовима и часописима Њујорк тајмс (енгл. The New York Times), Франкфуртер рундшау, Франкфуртер алгемајне цајтунг, Цајт, Le Messager Europeen итд.
Уређивао је неколико културолошких библиотека у „Свјетлости“, у којима је објавио следеће књиге:
- Богдан Богдановић Књига капитела (1991),
- Јургис Балтрушаитис Фантастични средњи вијек (1991),
- Ернст Бенц Дух и живот источне цркве (1991),
- Коран, репринт издања из 1895. године (1990),
- Јулијан Јеленић Култура и босански фрањевци I-II, репринт издања из 1912-15. (1990),
- Анто Ковачић Биобиблиографија фрањеваца Босне Сребрене (1991),
- Неркез Смаилагић Лексикон ислама (1990).

Један је од покретача и уредника магазина „Дани“. Био је члан уредништва часописа за културу демократије „Ерасмус“ у Загребу и један од покретача и уредника независног магазина „Тједник“. Покренуо је и уредио двадесет бројева сарајевскога часописа за културу, науку, друштво и политику „Forum Bosnae“.
Између 1993. и 1997. са Ненадом Поповићем је уређивао едицију босанске егзилантске књижевности „Ex Ponto“ у загребачкој издавачкој кући „Durieux“. Уређивао је и књижевну библиотеку „Дани“, у којој је током 2004/2005. године објављено 60 књига. Код сарајевско-загребачкога издавача „Synopsis“ је покренуо и уређује библиотеку „Из Босне Сребрене“ - изабрани списи босанских фрањеваца од 17. до 20. века у двадесет томова.

## Дела
Књиге:
- Обашашћа и басања, поетска проза, Сарајево 1975, Загреб 2004.
- Путовање Ивана Фране Јукића, роман, Мостар 1977, Сарајево 1984, Загреб 2003, Бања Лука 2005.
- Босна и Херцеговина, илустрована монографија, Сарајево 1980.
- Књижевност босанских фрањеваца, хрестоматија, Сарајево 1982.
- Скице, лајтмотиви, есеји, Бања Лука 1986.
- Лабиринт и памћење, културноисторијски есеј о Босни, Сарајево 1989, 1990, Клагенфурт 1994.
- , роман, Загреб 1994, 2003.
- , сарајевски дневник, Загреб 1994.
- – Свијет без моста, есеји, Берлин 1994.
- Босна, крај стољећа, есеји, чланци, Загреб 1996.
- Унутарња земља: кратки преглед културне повијести Босне и Херцеговине, Загреб 1998, 1999, 2004.
- , Болцано-Беч 1998.
- , Праг 2000.
- , Лондон-Њујорк 2001.
- Босански Хрвати: есеј о агонији једне европско-оријенталне микрокултуре, Загреб 2002.
- , есеји, чланци, разговори, Загреб 2005.
- Дух из синџира, чланци, есеји, полемике, Загреб 2005.
- Послије краја, хронике, Загреб 2005.

Антологије:
- Антологија босанскохерцеговачке приповијетке XX вијека (са Енвером Казазом и Николом Ковачем), Сарајево 2000.
- За градом јабука, 200 најљепших севдалинки, Сарајево 2005.

Текстови за документарне филмове:
- Сто година Земаљског музеја у Сарајеву, 1989;
- Стољећа Босне Сребрене, 1990.